# CMA CGM Georg Forster
Le CMA CGM Georg Forster est un navire porte-conteneurs de la compagnie française CMA CGM. Baptisé le 6 octobre 2015 à Hambourg, c'est le 2e des trois navires de 17 722 EVP livrés par Samsung Heavy Industries à CMA CGM en 2015, année au cours de laquelle six porte-conteneurs de cette taille doivent entrer en flotte. À la suite du Brexit, il navigue sous pavillon de Malte.

### Navires de la même série
- CMA CGM Kerguelen
- CMA CGM Bougainville